# 愛のあとにくるもの
『愛のあとにくるもの』（사랑 후에 오는 것들）は、2024年9月27日(金)から、韓国クーパンのOTTサービス「Coupang Play」のオリジナルドラマ。日本では2024年10月11(金)0:00から2024年10月25日(金)までAmazon Prime Videoで見放題独占配信された。

## あらすじ
本作は、辻仁成とコン・ジヨンによる小説を原作に、坂口健太郎とイ・セヨンをW主演に迎えて描く甘酸っぱくも感動の純愛ラブストーリー。
韓国から日本へ留学に来たチェ・ホン(イ・セヨン)、そして小説家を目指す大学生の潤吾(坂口健太郎)の2人。やがて2人は惹かれ合い、日本で運命的な恋に落ちる。幸せな日々を過ごすなかでホンは潤吾との愛だけは永遠に続くと信じていたが、別れは突然訪れ、ホンは韓国へ帰ることに──。そして5年後の韓国、ホンは日本での思い出をすべて心に閉じ込めて新たな人生を歩んでいた。しかし潤吾が韓国を訪れたことで、2人は運命的な再会を果たす―。潤吾との再会に戸惑い心を乱されるホンと、ホンとの別れに後悔を募らせ過ごしていた潤吾。5年前に愛が終わった2人だが、あの時の2人には分からなかった“愛のあとにくるもの”とは？

## 登場人物
青木潤吾（坂口健太郎）：大学時代に、韓国から日本への留学生だったホンと運命の恋と別れを経験。その後、別れの後悔を積み重ねてきた。
チェ・ホン（崔紅）（イ・セヨン）：日本で潤吾と恋に落ちるが、別れを機に韓国に戻る。帰国後、父の出版社で働いていたが、そこで潤吾と偶然再会する。
小林カンナ（中村アン）：潤吾の元恋人で編集者。潤吾にもう一度見つめてほしいと願っている。
キム・ミンジュン（ホン・ジョンヒョン）：ホンの幼なじみで婚約者。長い間、ホンに思いを寄せ、献身的にホンを支える。
パク・ジヒ（ミラム）：主人公ホンの親友。ホンが日本にいた時はルームメイトであった。
イ・ヨンソク（イ・イルファ）：主人公ホンの母親。ホンが日本へ留学することに対し、反対していた。
チェ・ハン（チョ・スンヨン）：主人公ホンの父親。しづ子とは惹かれあっていたが、父に猛反対され、別れてしまった。
チェ・ロク（イ・ジヒ）：主人公ホンの妹。
青木琢兜（リリー・フランキー）：主人公潤吾の父親。バンドのリーダーでギター演奏者。明るく、フレンドリーで韓国からきたホンを気遣い安心する言葉をかけてくれる。
しづ子（小泉今日子）：ハンの初恋の人。ハンに一緒に韓国へ行こうと誘われるが、ハンの父に猛反対され、別れてしまった。現在は京都で手作りの本を作っている。
みやざわひろこ（広沢草）：
通訳者。本来、潤吾の滞在期間中に通訳を務める予定だったが、家の事情により初日のスケジュールを遂行できなかった。 おかげで紅が潤吾と再び会う機会を提供した。
その後、潤吾がみやざわに紅の家の住所を聞いたり、ミンジュンが潤吾と対面する時、張り詰めた緊張感をそばで直観するなど、職場生活であらゆるダイナミックな見どころを享受している。
みやざわひろこ役を演じた俳優の広沢草は、このドラマの日本語台本の監修にも参加した。
一郎（深水元基）：主人公潤吾とホンがアルバイト募集の広告を見て応募するラーメン屋「一郎ラーメン」の店長。入団テストとして、1日体験の働きぶりを見て、よかった方を採用すると2人に告げる。

## 放送日程
日本：Prime Video

10月11日(金) 0:00   第1話 & 2話 

10月18日(金) 0:00   第3話 & 4話 

10月25日(金) 0:00   第5話
 
10月25日(金) 20:00 第6話 (Coupang Playと同時配信開始)

## スタッフ
制作 - Sliver Lining StudioㆍContents Seven
演出 - ムン・ヒョンソン
総括プロデューサー - キムテヒョン (Terry kim)